# Wynyard, Tasmanien
Wynyard är en ort i Australien. Den ligger i kommunen Waratah/Wynyard och delstaten Tasmanien, i den sydöstra delen av landet, omkring 250 kilometer nordväst om delstatshuvudstaden Hobart. Antalet invånare är 5 706.
Närmaste större samhälle är Burnie, omkring 17 kilometer sydost om Wynyard. 
I omgivningarna runt Wynyard växer i huvudsak städsegrön lövskog. Runt Wynyard är det ganska glesbefolkat, med 23 invånare per kvadratkilometer. Genomsnittlig årsnederbörd är 2 259 millimeter. Den regnigaste månaden är augusti, med i genomsnitt 312 mm nederbörd, och den torraste är januari, med 91 mm nederbörd.